# Octaaf piloot
Octaaf piloot is het 9de stripverhaal van Samson en Gert. De reeks werd getekend door striptekenaarsduo Wim Swerts & Jean-Pol. Danny Verbiest, Gert Verhulst en Hans Bourlon namen de scenario's voor hun rekening. De strips werden uitgegeven door Studio 100. Het stripalbum verscheen in 1996.

## Personages
In dit verhaal spelen de volgende personages mee:
- Samson
- Gert
- Alberto Vermicelli
- Burgemeester Modest
- Octaaf De Bolle
- Marie

## Verhalen
Het album bevat de volgende twee verhalen:
1. Octaaf piloot
Samson, Gert, Alberto en de burgemeester geloven niet wanneer Octaaf hen vertelt dat hij kan stuntvliegen. Ze mogen mee naar een vliegmeeting en zorgen er onverwachts voor dat Octaaf daadwerkelijk moet stuntvliegen. Het wordt een stuntrit van Octaaf die nu moet bewijzen dat hij het echt wel kan.
2. De drie burgemeesters
De burgemeester trekt de wijde wereld in om te ontkomen aan het drukke leventje als burgemeester van het dorp. Drie mensen voelen zich geroepen om zijn plaats in te nemen: Gert, Alberto en Octaaf. Zij moeten voor één dag het werk van de burgemeester zo goed mogelijk proberen over te nemen. Maar dat zorgt alleen maar voor problemen in het dorp.